# Biotecnologia blanca
La biotecnologia blanca, també coneguda com a biotecnologia grisa o biotecnologia industrial, és la biotecnologia aplicada als processos industrials.
El seu principal objectiu és la creació de productes fàcilment degradables, que consumeixin menys energia i que generin menys deixalles durant la seva producció. La biotecnologia blanca tendeix a consumir menys recursos que els processos tradicionals utilitzats per produir béns industrials. L'aplicació de la biotecnologia a la producció industrial té un gran futur per al desenvolupament sostenible, però molts productes encara han de passar la prova de la seva viabilitat econòmica.
Un exemple és l'obtenció de microorganismes per generar un producte químic o l'ús d'enzims com a catalitzadors o inhibidors enzimàtics industrials, ja sigui per obtenir productes químics valuosos o per destruir contaminants químics perillosos (per exemple, utilitzant oxidoreductases). També s'aplica als usos de la biotecnologia a la indústria tèxtil, en la creació de nous materials, com plàstics biodegradables, i en la producció de biocombustibles.